# 鶴見線営業所
鶴見線営業所（つるみせんえいぎょうしょ）は、神奈川県横浜市鶴見区にかつて存在した東日本旅客鉄道（JR東日本）横浜支社の営業所。鶴見線（鶴見駅を除く）を統括する組織で、運転士・車掌も所属していた。2023年2月28日限りで廃止し、現在は川崎統括センター鶴見線オフィス。
かつては弁天橋電車区（べんてんばしでんしゃく）という名称で、鶴見線の車両が配置されていた。車両配置は1988年に中原電車区（現：鎌倉車両センター中原支所）に統合されたが、引き続き車両の留置に使用されており、鶴見線用のほか、のちに南武支線用の車両も加わっている。

## 配置車両の車体に記される略号
- 「東テシ」（東京鉄道管理局の「東」に弁天橋の「テシ」）→「南テシ」（東京南鉄道管理局）→「東テシ」（東京地域本社の「東」）→「東ナハ」（東京地域本社の中原電車区）→「横ナハ」（横浜支社の中原電車区）。

## 乗務範囲

### 運転士
・鶴見線（鶴見駅～扇町駅、浅野駅～海芝浦駅、武蔵白石駅～大川駅）
・南武支線（尻手駅～浜川崎駅）
・南武線（尻手駅～鎌倉車両センター中原支所）※回送列車のみ

## 沿革
- 1989年（平成元年）3月11日 - 弁天橋電車区を主体に弁天橋運輸区発足[1]。
- 1990年（平成2年）6月1日 - 弁天橋運輸区を吸収し、鶴見線営業所発足。
- 2023年（令和5年）3月1日 - 川崎・鶴見・新川崎・南武線尻手～稲田堤間・南武支線・鶴見線の各駅と統合し、川崎統括センター発足。当区は廃止。